# Phyllomacromia monoceros
Phyllomacromia monoceros är en trollsländeart som först beskrevs av W. Foerster 1906.  Phyllomacromia monoceros ingår i släktet Phyllomacromia och familjen skimmertrollsländor. IUCN kategoriserar arten globalt som livskraftig. Inga underarter finns listade i Catalogue of Life.